# Sajóbábony
Sajóbábony város Borsod-Abaúj-Zemplén vármegyében, a Miskolci járásban. Az ország egyetlen városi ranggal rendelkező zsáktelepülése (amely ráadásul csak egy öt számjegyű mellékúton [a 25 138-as úton] érhető el).

## Fekvése
Sajóbábony Miskolctól 13 kilométerre északra, a Bükk-vidéken, a Tardonai-dombság és a Sajó-medencének a találkozásánál helyezkedik el. A település két markánsan elkülönülő részre oszlik: a falura és a lakótelepre. A falu a Bábony patak völgyében búvik meg, a 26-os főútról, a református és a katolikus templom kivételével nem is látható. A lakótelep, mely méretében és lakosai számát tekintve is meghatározó része Sajóbábonynak, a Sajó-medence sík területén helyezkedik el, olyan benyomást keltve, mintha a település a völgyből `kifolyt' volna a síkságra, ahol aztán kényelmesen `szétterült.'
Bár Sajóbábony városa zsáktelepülésnek számít (másfél kilométeres bekötőút, a 25 138-as út vezet a főúthoz), a város megközelíthetősége az országos átlag fölötti. Ennek oka, hogy a 26-os főutat még az 1980-as években négysávossá bővítették Miskolc és a bábonyi elágazás között (amely elágazás egyébként állandó közvilágítást is kapott ugyanezen fejlesztés keretében), így a megyeszékhely központjába például gyorsabban be lehet érni Sajóbábonyból (kb. 15 perc), mint a közigazgatásilag Miskolchoz tartozó Diósgyőrből. Az országos úthálózathoz való csatlakozást tovább javítja az új összekötő út, amely a 26-os főutat az M3-as autópályával kapcsolja össze, Miskolc belvárosának elkerülésével.

## Története
Árpád-kori alapítású település. Neve először Babun (valószínűleg személynév) néven szerepel egy 1325-ös oklevélben. Kezdetben a királynék birtokolta diósgyőri vár uradalmához tartozott. Később többször elzálogosították. Tulajdonosa volt a Nyáry, Drugeth, Jászy és a Rákóczi-család is. A 18. században mikor a diósgyőri uradalom újra a koronához került, Bábony ismét a kincstáré lett. A török uralom idején a hatvani szandzsák része volt. A hódoltság időszakában tért át a lakosok nagy része a református hitre. Bár iskolájuk 1600-tól működött, templom építésére csak II. József türelmi rendelete idején kerülhetett sor. Lakói a 20. század elejéig jellemzően a mezőgazdaságból éltek.
Sokak szerint a völgyek szabdalta, sűrű erdővel borított dombos vidék volt az egyik fő oka annak, hogy az 1940-es évek végén, a nagy hadiipari-fejlesztések idején itt kezdték el építeni az Észak-Magyarországi Vegyiművek (ÉMV) elődjét, az „1040”-es vállalatot, amely eredetileg hadiüzem volt (a balatonfűzfői Nitrokémia volt gyakorlatilag az új gyár "anya-intézménye", sok ottani mérnök és munkás dolgozott itt a kezdetekben). A gyár építésén több ezer rab – közöttük szép számmal politikai elítéltek – is részt vett, amit valószínűleg a koreai háború kitörése miatti erőltetett ütem tett indokolttá (az első kapavágás 1949-ben történt, a termelés 1951-ben indult meg). A koreai háború végével a hadianyag-termelés (cellulóz-nitrát, gyalogsági- és tüzérségi lőpor, TNT, nitroglicerin) erősen visszaesett, bár a hadiipari potenciál a rendszerváltásig konzerválva maradt, fokozatosan teret engedve a polgári célú vegyipari tevékenységnek (szulfonamidok -gyógyszeripari alapanyagok és köztestermékek-, úgymint nikkel- és kadmiummassza a lúgos akkumulátorok töltetéhez, poliuretánok, formaldehid, hőre keményedő feno-, valamint aminoplaszt műanyagok, növényvédőszer hatóanyagok, majd kiszerelt növényvédőszerek, előbb foszforsavészterek, majd ezek betiltása után foszgénbázisú intermedierek, tiolkarbamátok, később karbamisav-észterek, karbamid-származékok). Az iparfejlesztés következtében robbanásszerű fejlődés következett be: az újonnan érkező munkásoknak és mérnököknek városias jellegű lakótelepet építettek, amely így kulturálisan is, területében is élesen elkülönült a régi bábonyiak lakóhelyétől, a falutól. A modern lakótelep egységes tervezésének jegyében a lakóházakkal egyidőben iskola, óvoda, bölcsőde, és sportpályák is épültek. 1979-ben Sajóbábonyban következett be az addigi magyar történelem legnagyobb ipari balesete, amelyben megsemmisült az ÉMV TNT-gyára.
Az 1980-as évek közepén, a község főút felé eső részén egy nagyobb területen telkeket parcelláztak ki, amelyeken egyéni építkezések sorának eredményeként egy modern, családi házas rész épült fel, kellemes, elővárosias környezetet teremtve.
2009. július 1. óta városi címet visel.

## Közélete

### Polgármesterei
| Polgármester | Polgármester      | Polgármester |  |
| ------------ | ----------------- | ------------ |  |
| 1990–1994    | Nagy Imre         | független    |  |
| 1994–1998    | Nagy Imre         | független    |  |
| 1998–2002    | Nagy Imre         | független    |  |
| 2002–2006    | Nagy Imre         | független    |  |
| 2006–2010    | Nagy Imre         | MSZP         |  |
| 2010–2014    | Nagy Imre         | MSZP         |  |
| 2014–2019    | Dr. Szilva István | Fidesz-KDNP  |  |
| 2019–2024    | Dr. Szilva István | Fidesz-KDNP  |  |
| 2024–        | Dr. Szilva István | Fidesz-KDNP  |  |

## Népesség
A település népességének változása:
| Lakosok száma | 2884 | 2866 | 2786 | 2534 | 2509 | 2559 | 2533 |
|               | 2013 | 2014 | 2015 | 2021 | 2022 | 2023 | 2024 |

2001-ben a település teljes lakosságának 8%-a cigány nemzetiségűnek vallotta magát.
Sajóbábony lakossága 1949-ben még csak 867 főt számlált, azonban a környéken bekövetkezett ipari fejlesztések és létrejött üzemek következtében ez a szám drasztikusan elkezdett emelkedni. 1960-ben már 2697, 1970-ben 3117, 1980-ban 3416 lakosa volt a településnek. Ezt követően indult csökkenésnek, 1990-ben még 3291-en lakták a települést, ami 2011. évre 2887-re csökkent.
A 2011-es népszámlálás során a lakosok 83,8%-a magyarnak, 7,8% cigánynak, 0,2% románnak, 2,6% szlováknak mondta magát (15,1% nem nyilatkozott; a kettős identitások miatt a végösszeg nagyobb lehet 100%-nál). A vallási megoszlás a következő volt: római katolikus 27,3%, református 21,1%, görögkatolikus 3,6%, felekezeten kívüli 16,7% (31% nem nyilatkozott).
2022-ben a lakosság 79,9%-a vallotta magát magyarnak, 3,3% cigánynak, 0,2% ukránnak, 0,2% németnek, 0,1-0,1% szlováknak és románnak, 1,6% egyéb, nem hazai nemzetiségűnek (19,8% nem nyilatkozott; a kettős identitások miatt a végösszeg nagyobb lehet 100%-nál). Vallásuk szerint 18,5% volt római katolikus, 14,1% református, 3% görög katolikus, 0,1% egyéb keresztény, 0,3% evangélikus, 0,2% ortodox, 12,2% felekezeten kívüli (49,9% nem válaszolt).

## Nevezetességei
Itt működött az Észak-Magyarországi Vegyiművek (ÉMV), amely fénykorában közel háromezer embernek adott munkát. Az ÉMV fő profilját a növényvédőszerek és habosított műanyagok alkották. Az 1990-es évek elején, a szovjet piac összeomlásával a cég átmeneti gazdasági nehézségbe került, amiből gyors és határozott döntésekkel még ki lehetett volna lábalni (ahogy a kazincbarcikai BVK, ma BorsodChem, példája mutatja), ha az akkori adóhivatal (a magyar államot, tehát gyakorlatilag az ÉMV tulajdonosát képviselve) nem indítja meg a felszámolást a cég ellen, elmaradt adótartozásokra hivatkozva. A felszámolási eljárás következtében az ÉMV több kisebb cégre esett szét (melyek többsége maga is csődbe ment, bár némelyikük sikeresen vészelte át a gazdasági összeomlást.) Később a volt ÉMV területét ipari parkká nyilvánították, amelyen több kisebb és közepes méretű vállalkozás telepedett meg. Az ipari parkban működő cégek bevételeiből, az iparűzési adón keresztül, a helyi önkormányzat is részesül (2004-ben például ez az összeg több mint 200 millió forintra rúgott, összehasonlításul, ez az összeg a főút túloldalán fekvő Sajóecsegen alig érte el a 6 millió forintot), így Sajóbábony, borsodi viszonylatban, a tehetősebb települések közé tartozik.
Az ÉMV működésének évei alatt több súlyos ipari baleset is történt, amelyek rövid időre az országos figyelem középpontjába állították a községet. Itt történt, 1979. június elsején az újkori Magyarország legnagyobb ipari balesete, amelynek során 13 dolgozó tűnt el, amikor is felrobbant a TNT üzem (több mint 10 tonna TNT robbant fel a végleges leállítás előtti legutolsó délutáni műszakban.) A baleset egyik érdekes következménye volt, hogy egy ideig a mentőautók csak akkor jöhettek szirénázva a gyárba, ha biztosak voltak benne, hogy van túlélő (ez kegyeleti okokból történt: a robbanás után szirénázva érkeztek mentőautók, amitől úgy tűnthetett, hogy csak sérülések történtek, miközben a 13 dolgozóból csak egyetlen egy emberi ujj maradt hátra).
A rendszerváltás után a Greenpeace figyelemfelkeltő akciói keltettek időnként feltűnést (a több évtizednyi vegyipari termelés során felhalmozódott veszélyes hulladékok és azok helytelen tárolása miatt tiltakoztak).
Moldova György, az 1990-es évek közepén íródott 'Magyarország szennybemenetele' című riportkönyvében, beszámol egy Sajóbábonyban tett látogatásáról, amelyben lesújtó képet fest a községben uralkodó állapotokról, külön kiemelve a szomorú környezetvédelmi helyzetet. Az ÉMV éppen folyamatban lévő felszámolása okozta káosz, a hirtelen megnövekedett munkanélküliség, az általános gazdasági leépülés, és a romokon túlélni próbáló kisebb cégek kétségbeesett, a környezetvédelmi szempontokat gyakran figyelmen kívül hagyó küzdelme magyarázhatja az akkor kialakult helyzetet. A könyvben Moldova György következetesen „ÉVM”-ként hivatkozik az ÉMV-re, amire talán a jóval ismertebb Budapesti Vegyiművek „BVM”-ként történő rövidítése adhatott okot.
A rendszerváltás után, mint sok más helyen Borsodban, egyetlen utcanevet sem változtattak meg a településen (így sokáig volt például Kun Béla utca), ugyanis az akkori gazdasági helyzetben a lakosok nagy része úgy ítélte meg, hogy az utcanév-változtatással járó pénzkiadást és utánajárást nem engedheti meg magának.
Az 1990-es évek elején a település területéhez tartozó egyik dombtetőn ásatásokat kezdtek a Miskolci Egyetem régészei és egy pattintott kőszerszámokat készítő telepet tártak fel. A régészek megállapították, hogy a kőszerszámok előállításához használt köveket távolabbról hozhatták ide, mert a környéken ilyen kőzetek nem lelhetők fel.
2014. augusztus 20.-án megnyitott a sajóbábonyi tájház, ahol öt enteriőr lett kialakítva.

## 2009. novemberi konfliktus
A helyi Jobbik lakossági fórumként meghirdetett tagtoborzót tartott az általános iskola tornatermében 2009. november 14-én, szombaton. A helyi cigányok, a hírt hallva, megpróbáltak bejutni az eseményre, de ebben a helyszínen jelenlévő Jobbik-szimpatizánsok, heves szóváltás keretében, megakadályozták őket. A helyzet tettlegességig fajulását a kiérkező rendőrök akadályozták meg, akik sorfallal választották el a feleket. A szombati események hírére másnap délutánra közel száz, többek között a betiltott Magyar Gárda egyenruháját vagy emblémáját viselő, szimpatizáns jelent meg a település határában. A cigányok szerint ezek után egy csoport egy piros Suzuki autóval a cigánysorra hajtott, ahol provokálta a helyieket, és állítólag egy 17 éves fiút is majdnem elütöttek. A feldühödött tömeg erre megtámadta az autót, és annak összes üvegét betörték (az utasok közül senki sem sérült meg). A helyzet további eszkalálódását a rendkívül nagy erőkkel kivonuló rendőrség akadályozta meg, lezárva a településre vezető utat, ahova a helyiek is csak igazoltatás után juthattak be. A zárat a rendőrök este fél nyolckor oldották fel, de hajnalig nagy erőkkel voltak jelen, hogy megakadályozzak a lassan ritkuló szélsőjobbos csoport és a helyi cigányok összecsapását. A vasárnapi események az országos figyelem középpontjába állították a települést, több újság címoldalon foglalkozott a történésekkel, a Nemzetbiztonsági Kabinet rendkívüli ülést tartott.
November 17-én Vona Gábor, a Jobbik elnöke személyes látogatást tett a városban, majd lakossági fórumot tartott (ahova a helyi cigányokat a rendőrség nem engedte be). A fórumon a Jobbik terepruhát és kapucnis kabátot viselő szimpatizánsai mellett megjelent az országos és a borsodi „cigányvajda” is, mindketten a feszültségek csökkentését hangsúlyozták.

## Képgaléria

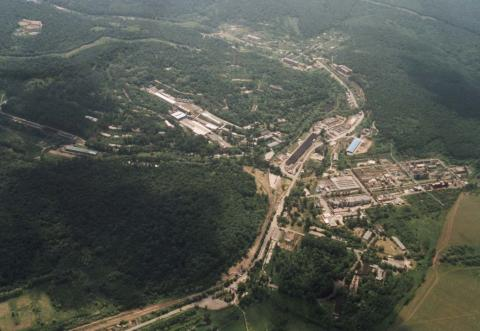
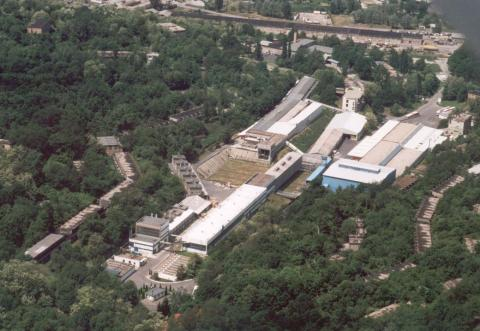
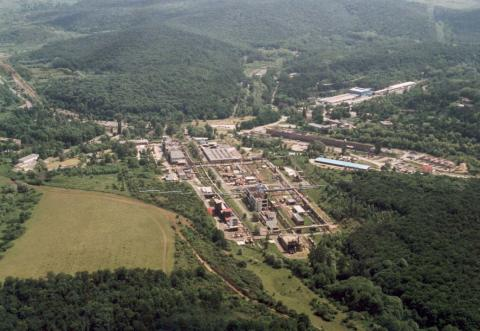